# Archidiocèse d'Aix
L'archidiocèse d'Aix est un ancien archidiocèse catholique du  Royaume de France, supprimé en 1790 et remplacé par l'archidiocèse d'Aix-en-Provence et Arles. Il est le chef-lieu de la province ecclésiastique du même nom.